# Ophidonais serpentina
Ophidonais serpentina är en ringmaskart som först beskrevs av Otto Friedrich Müller 1773. Enligt Catalogue of Life ingår Ophidonais serpentina i släktet Ophidonais och familjen glattmaskar, men enligt Dyntaxa är tillhörigheten istället släktet Ophidonais och familjen Naididae. Arten är reproducerande i Sverige.

## Underarter
Arten delas in i följande underarter:
- O. s. serpentina
- O. s. meridionalis
- O. s. typica